# Bujari (ort)
Bujari är en ort i delstaten Acre i nordvästra Brasilien. Den är huvudort i en kommun med samma namn och folkmängden uppgick till cirka 3 700 invånare vid folkräkningen 2010. Bujari ligger ett par mil nordväst om Rio Branco, delstatens huvudstad.